# Heliogomphus retroflexus
Heliogomphus retroflexus – gatunek ważki z rodziny gadziogłówkowatych (Gomphidae).